# Корреа дос Сантос, Линкольн
Ли́нкольн Корре́а дос Са́нтос (порт.-браз. Lincoln Corrêa dos Santos); родился 16 декабря 2000 года, Серра, Эспириту-Санту) — бразильский футболист, нападающий клуба «Виссел Кобе».

## Клубная карьера
Линкольн — воспитанник клуба «Фламенго». 19 ноября 2017 года в матче против «Коринтианс» он дебютировал в бразильской Серии A в возрасте 16 лет, заменив во втором тайме Фелипе Визеу.
Несмотря на небольшое количество игр, Линкольн внёс свой вклад в достижения «Фламенго» в 2017—2019 годах — он дошёл до финалов Кубка Бразилии и Южноамериканского кубка в 2017 году, помог занять второе место в чемпионате Бразилии в 2018 году. Вместе с командой 23 ноября 2019 года стал обладателем Кубка Либертадорес. Также помог своей команде выиграть в 2019 году чемпионат штата и чемпионат Бразилии.

## Карьера в сборной
В 2017 году в составе юношеской сборной Бразилии Линкольн стал победителем в юношеского чемпионата Южной Америки в Чили. На турнире он сыграл в матчах против команд Перу, Эквадора, Колумбии, Чили, а также дважды Парагвая и Венесуэлы. В поединках против перуанцев, парагвайцев, чилийцев и эквадорцев Линкольн забил пять мячей.
В том же году в Линкольн принял участие в юношеском чемпионате мира в Индии. На турнире он сыграл в матчах против команд Испании, Северной Кореи, Нигера, Гондураса, Германии, Англии и Мали. В поединках против испанцев, корейцев и нигерцев Линкольн забил по голу.
В 2019 году в составе молодёжной сборной Бразилии (до 20 лет) принял участие в чемпионате Южной Америки.

## Достижения
«Фламенго»
- Чемпион Бразилии: 2019
- Чемпион штата Рио-де-Жанейро: 2019
- Обладатель Кубка Либертадорес: 2019

Сборная Бразилии (до 17)
- Победитель Юношеского чемпионата Южной Америки: 2017